# Horokanai
Horokanai (幌加内町, Horokanai-chō) est un bourg du district d'Uryū, situé dans la sous-préfecture de Kamikawa, sur l'île de Hokkaidō, au Japon.

## Géographie

### Démographie
Au 31 mars 2015, la population de Horokanai s'élevait à 1 575 habitants répartis sur une superficie de 767,04 km2.

### Climat
| Mois                                             | jan.       | fév.       | mars       | avril      | mai       | juin      | jui.      | août      | sep.      | oct.      | nov.       | déc.       | année      |
| ------------------------------------------------ | ---------- | ---------- | ---------- | ---------- | --------- | --------- | --------- | --------- | --------- | --------- | ---------- | ---------- | ---------- |
| Température minimale moyenne (°C)                | −14,5      | −14,5      | −9,2       | −2,2       | 4,5       | 10,5      | 15,1      | 15,5      | 10,1      | 3,3       | −2,4       | −9,8       | 0,5        |
| Température moyenne (°C)                         | −8,4       | −7,7       | −3         | 3,2        | 10,5      | 15,7      | 19,7      | 20        | 15,3      | 8,4       | 1,5        | −5,2       | 5,8        |
| Température maximale moyenne (°C)                | −3,9       | −2,7       | 1,7        | 8,4        | 16,7      | 21,7      | 25,2      | 25,4      | 21        | 13,9      | 5,2        | −1,7       | 10,9       |
| Record de froid (°C) date du record              | −36,1 1987 | −37,6 1978 | −31,4 1986 | −19,3 1984 | −4,8 2006 | −0,4 1989 | 4,3 1979  | 5,1 2008  | −0,1 2013 | −7,1 2006 | −21,7 1988 | −32,6 2020 | −37,6 1978 |
| Record de chaleur (°C) date du record            | 6,1 2009   | 8,1 2020   | 11,8 2021  | 24,3 1998  | 32,3 2019 | 36 2014   | 37,3 2021 | 36,5 2021 | 31,5 2016 | 25,2 2019 | 18,9 2003  | 10,8 1989  | 37,3 2021  |
| Ensoleillement (h)                               | 42,4       | 56         | 102,7      | 146,3      | 182,4     | 161,1     | 151,8     | 146,1     | 140,9     | 109,8     | 46         | 22,1       | 1 307,6    |
| Précipitations (mm)                              | 120,9      | 97,3       | 80,3       | 63,4       | 81        | 71,1      | 144,2     | 161,4     | 169,3     | 161       | 182,7      | 171,3      | 1 503,7    |
| dont neige (cm)                                  | 278        | 231        | 181        | 48         | 1         | 0         | 0         | 0         | 0         | 4         | 157        | 326        | 1 232      |
| Nombre de jours avec précipitations              | 22,1       | 18,6       | 17,3       | 12,1       | 11,6      | 9,6       | 11,1      | 12,1      | 14,1      | 17,6      | 21,3       | 25,2       | 192,6      |
| dont nombre de jours avec précipitations ≥ 10 mm | 3,4        | 2,9        | 2          | 1,7        | 2,5       | 2,3       | 4,6       | 5         | 5,1       | 6,1       | 7,2        | 6,2        | 49         |
| Nombre de jours avec neige                       | 22,1       | 19,2       | 17,1       | 6,3        | 0,2       | 0         | 0         | 0         | 0         | 0,6       | 11,2       | 23,3       | 101,2      |

| Diagramme climatique                                  |               |             |             |           |              |               |               |             |            |              |               |
| J                                                     | F             | M           | A           | M         | J            | J             | A             | S           | O          | N            | D             |
| −3,9−14,5120,9                                        | −2,7−14,597,3 | 1,7−9,280,3 | 8,4−2,263,4 | 16,74,581 | 21,710,571,1 | 25,215,1144,2 | 25,415,5161,4 | 2110,1169,3 | 13,93,3161 | 5,2−2,4182,7 | −1,7−9,8171,3 |
| Moyennes : • Temp. maxi et mini °C • Précipitation mm |               |             |             |           |              |               |               |             |            |              |               |

## Historique
Le 1er avril 2010, Horokanai a été transféré de la sous-préfecture de Sorachi à celle de Kamikawa.